# Genealogisk lista över svenska kungligheter

Sveriges stora riksvapen

Genealogisk lista över svenska kungligheter  är ett register över alla personer som förekommer i den alfabetiska listan och den kronologiska, men här uppställda efter dynastierna de tillhörde. Den börjar med Erik Segersäll.  Listan påvisar den betydande sociala och politiska makt som de flesta av dessa familjer har haft i den svenska och europeiska historien under ett flertal århundraden.
Varje svensk kungaätt redovisas nedan som sin egen enhet och med den blodssläkt angiven där som av hävd har ansetts tillhöra ifrågavarande dynasti. Sådant har fram till slutet av 1900-talet räknats fram på fädernet. Ätterna har således hittills alltid varit fädernesläkter. Endast svenska kungligheter ingår i listan, givetvis även ingifta som fått svenska titlar.
De angivna personerna listas kronologiskt inom ätterna. Detta medför att om Sverige har haft en ingift drottning ur en viss ätt innan det fanns en kung och övrig kungafamilj ur denna, står drottningen först ensam (se exempelvis Ätten Wittelsbach), medan ordningen ätterna sinsemellan bestäms av den första regentens tillträde i varje.
I regel står regenterna först, ställda i omedelbar vänstermarginal med barnen (och ibland barnbarn och så vidare) gradvis indenterade därunder.
Där det funnits medlemmar av vissa kungliga familjer som verkar saknas i listan anges en kursiverad förklaring på plats. 
Ingifta från andra ätter än regenternas kungliga svenska visas i en egen avdelning, med underrubriker.
För övriga kriteria, se den alfabetiska listans inledande artikel, och om sagotiden (före Segersäll) lite text i den kronologiska.

## Ätt från Uppland

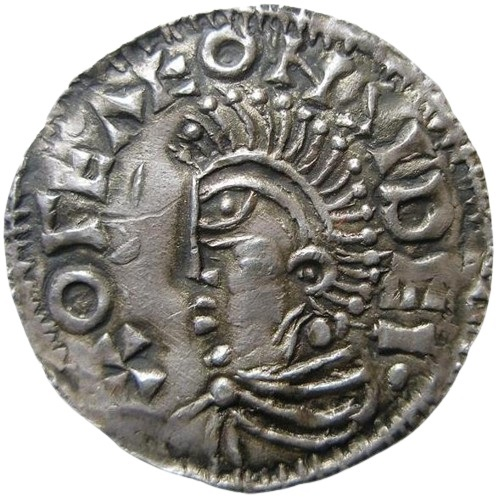

Dynastin eller dynastierna har kallats Asaätten, Birkaätten, Björn Järnsidas ätt, Björnsätten, Hednaätten, Ivarsätten, Munsöätten, Olof Skötkonungs ätt, Olofsätten, Rings ätt, Segersälls ätt, Sigurdska ätten, Skilfingaätten, Uppsalaätten, Ynglingaätten. Något egentligt namn kan inte urskiljas sakligt.
- Erik, kung cirka 970, även kortvarigt dansk kung, kallad Erik Segersäll
  -     - Olof – se nästa kung
    - Holmfrid, prinsessa c. 975 dotter (troligen) till kung Erik[1]
    - Emund, prins 970-talet (död ung)[2]

- -     - Björn, prins död c. 985, brorson till kung Erik ovan, kallad Styrbjörn Starke (Björn den stridbare och starke)

- Olof, kung c. 995 kallad Olof Skötkonung
  -     - Ingegerd, prinsessa c. 1005, gift storfurstinna av Kiev
    - Anund Jakob – se nästa kung
    - Emund – se kungen c. 1051
    - Astrid, furstinna c. 1015 som kung Olofs dotter, gift drottning av Norge

- Anund Jakob, kung 1022
  -     - Gunhild, prinsessa c. 1030, gift drottning av Danmark, även kallad Gyda

- Emund, kung c. 1051, kallad bland annat Emund den gamle
  -     - Anund (Emund? Ingvar?), prins död c. 1056[3]
    - Dotter? – flera källor har henne som maka till kung Stenkil i nästa ätt

- Möjligen Erik

## Stenkilska ätten

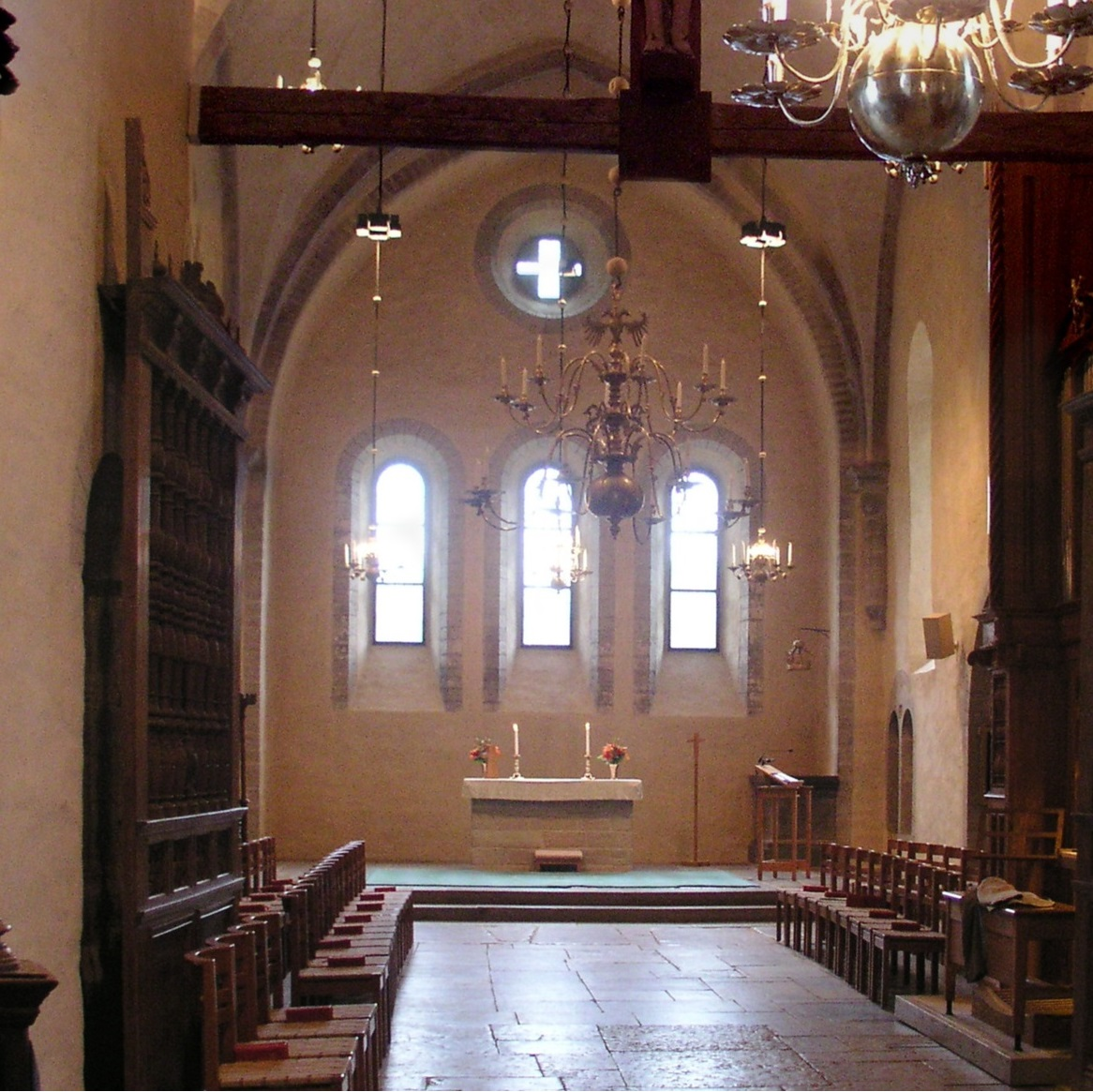

Dynastin har även kallats Västgötska Stenkilsätten.
- Stenkil, kung 1061
  -     - möjligen Erik
    - Hallsten – se kung c. 1070 nedan i denna ätt
    - Inge – se kungen 1079 nedan i denna ätt
    - Håkan (enligt vissa källor en son av Stenkil i ett annat förhållande) – se kung c. 1075 nedan i denna ätt
- Hallsten, kung c. 1070 
  -     - Filip – se kungen c. 1112 nedan i denna ätt
    - Inge – se kungen 1118 nedan i denna ätt
- Håkan, kung c. 1075, kallad Håkan Röde, möjligen samma person som Blot-Sven
  -     - Erik? Kol? – möjligen kung c. 1080 (se nedan i denna ätt)
    - Dotter (?) av okänt namn (enligt vissa källor Ceclia-?, mor till kung Erik den helige i Erikska ätten nedan)

- Inge, kung 1079, kallad Inge den äldre
  -     - Kristina, prinsessa död 1122, gift furstinna av Kiev
    - Ragnvald, prins c. 1100, möjligen samma person som kungen c. 1125 nedan
    - Margareta, prinsessa död 1130, gift dansk och norsk drottning, kallad Margareta Fredkulla
      - Magnus (Margaretas son) – se kungen c. 1125 nedan i Estridska ätten

    - Katarina, prinsessa c. 1105, gift prinsessa av Danmark

- Filip, kung c. 1112[förtydliga]

- Inge, kung 1118, kallad Inge den yngre

- Ragnvald, kung c. 1125, kallad Ragnvald Knaphövde (anses tillhöra ätten, möjligen samma person som prinsen c. 1100 ovan)
  -     - Ingrid, prinsessa c. 1105 dotter till kung eller prins Ragnvald, gift drottning av Norge
      - Magnus (Ingrids son) – se kungen 1160 nedan i Estridska ätten

## Fursteätt frånGårdarike
Ätten har antagits vara densamma som Rurikdynastin.
- Anund, kung c. 1070, kallad bland annat Anund Gårdske

## Estridska ätten

Denna ursprungligen danska dynasti har även kallats Skånska Ylvingaätten.
- Magnus, kung c. 1125,  son till kung Inge den äldres dotter, född prins av Danmark, kallad Magnus Nilsson, [4]
  - Magnus’ farbrors sonsons sonsons sonsons sondotter – se regenten Margareta (1389) nedan i denna ätt

- - Kristina, drottninggemål 1156 till kung Erik den helige i Erikska ätten nedan, född prinsessa av Danmark

- Magnus, kung 1160, kung Inge den äldres barnbarnsbarn, född prins av Danmark kallad Magnus Henriksson, - fadern och Magnus (ovan) hade samme farfar

- - Rikissa, drottninggemål 1210 till kung Erik Knutsson i Erikska ätten nedan, född prinsessa av Danmark

- - Sofia, drottninggemål 1260 till kung Valdemar i Bjälboätten nedan, född prinsessa av Danmark

- - Margareta, drottninggemål 1298 till kung Birger i Bjälboätten nedan, född prinsessa av Danmark, kallad Märta

- Margareta, drottning & statschef 1389, drottninggemål 1363 till kung Håkan i Bjälboätten nedan, även dansk och norsk regent, född prinsessa av Danmark, där kallad Margrethe I, Margareta den stora
  -     - Erik (Margaretas systerdotters son, adopterad av henne) – se kungen 1396 under ätten Grip nedan
    - Katarina (Margaretas systerdotters dotter, adopterad av henne) – se prinsessan nedan under ätten Grip

## Sverkerska ätten

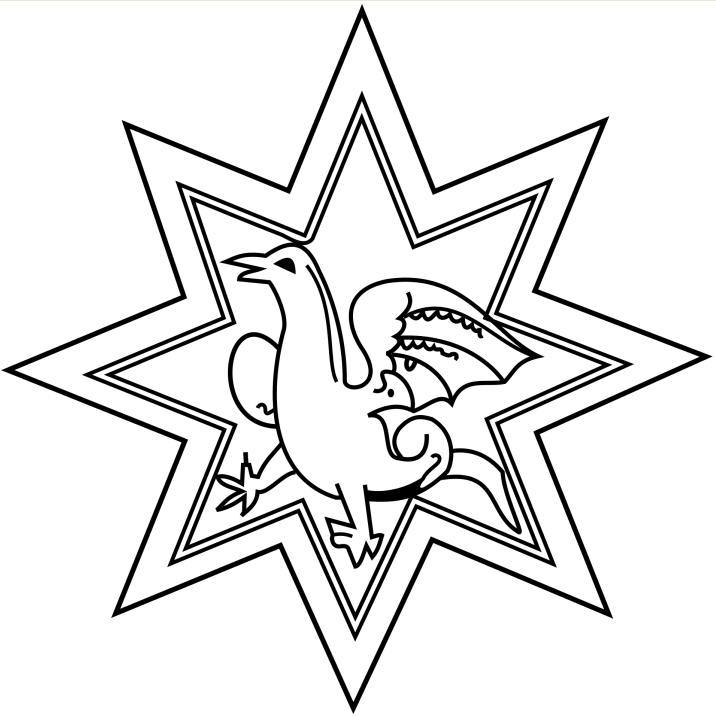

Efter teori om Sverkers far som Ulf den kornrike ”Korn-Ubbe” finns även benämningen Ylvingaätten.
- Sverker, kung 1130, kallad Sverker den äldre, Sverker den gamle, Sverker I
  -     - Johan, prins 1130, kallad Jon och Johan Sverkersson den äldre
      - Knut, prins c. 1152 död ung[5]
      - Dotter (?) av okänt namn (Cecilia?) – enligt vissa källor maka till kung Knut Eriksson (1167) i Erikska ätten nedan
      - Alf (begravd i Vreta klosters kyrka enligt 1700-talskälla)
      - Burislev  – se kungen c. 1169 nedan i denna ätt. Kan ha varit son till Sverker
      - Kol – se kungen c. 1169 nedan i denna ätt. Kan ha varit son till Sverker
      - Ulf eller Ubbe

    - Karl – se nästa kung
    - Ingegerd, prinsessa död 1204[6], abbedissa
    - Helena, prinsessa c. 1135, gift drottning av Danmark
    - Burislev – se kungen c. 1167 nedan i denna ätt
    - Sune,[7][8], kallad Sune Sik, möjligen ohistorisk
      - möjligen Ingrid Ylva, prinsessa död 1251, farmor till kungarna 1250 och 1275 i Bjälboätten nedan
        - Birger (Ingrid Ylvas son) – se prinsgemålen c. 1236 i Bjälboätten nedan

      - Ulvhild, prinsessa c. 1160, ingift i den tidiga Bjälboätten

    - Burislev  – se kungen c. 1169 nedan i denna ätt. Kan ha varit son till Johan.

- Karl, kung 1161, kallad Karl Sverkersson, har kallats Karl VII (genom retroaktiv numrering från Karl IX), antagligen Karl I
  -     - Sverker – se kungen 1196 nedan i denna ätt
    - Kristina, prinsessa c. 1166 och nunna

- Burislev, kung eller tronpretendent c. 1169

- Kol, kung eller tronpretendent c. 1169

- Sverker, kung 1196, kallad Sverker den yngre, Sverker II
  -     - Karl, prins död 1198
    - Helena, prinsessa 1196, ingift i den tidiga Bjälboätten
    - Kristina, prinsessa död 1252, gift furstinna av Mecklenburg
    - Margareta, prinsessa 1196, gift furstinna av Rügen
    - Johan – se nästa kung
    - Ingrid, prinsessa c. 1205, abbedissa

- Johan I, kung 1216

## Erikska ätten

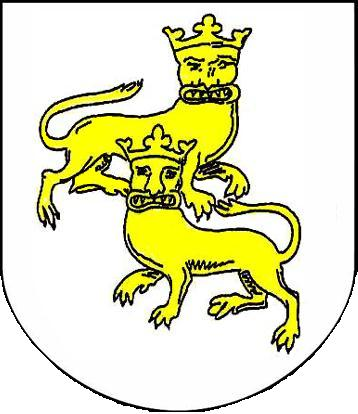

Dynastin har även kallats Sankt Eriks ätt.
- Erik, kung 1156, kallad Erik den helige, Sankt Erik, har kallats Erik IX
  -     - Knut – se nästa kung
    - Margareta, prinsessa död 1209, gift drottning av Norge
    - Filip, prins död e. 1200[9]
      - Erik, prins c. 1172, sonson till kung Erik och farfar till kungen 1229 nedan i denna ätt
        - Holmger, prins c. 1190 sonsons son till kung Erik[10]
          - Knut (Holmgers son) – se kungen 1229 nedan i denna ätt

    - Katarina, prinsessa c. 1155

- Knut, kung c. 1167, kallad Knut Eriksson, Knut I
  -     - Johan Knutsson,, prins död 1205, kallad Jon
    - Knut Knutsson, prins död 1205
    - Joar Knutsson, prins död 1205
    - Sigrid, prinsessa c. 1188, ingift i den tidiga Bjälboätten
    - Erik – se nästa kung

- Erik, kung 1208, kallad Erik Knutsson och Erik som överlevde, har kallats Erik X
  -     - Ingeborg, prinsessa c. 1212, stammoder gift med Birger jarl i Bjälboätten nedan
    - Sofia, prinsessa c. 1214, gift furstinna av Mecklenburg
    - Katarina, prinsessa c. 1215, gift med bröderna Lars och Filip Petersson
    - Marianne, prinsessa död 1252[5][11], gift furstinna av Pommern, kallad Mariana och Marina
    - Erik – se nästa kung

- Erik, kung 1222 och 1234, kallad Erik Eriksson och Erik läspe och halte, har kallats Erik XI

- Knut, kung 1229, kallad Knut Långe, Knut II
  -     - Holmger, prins och tronföljare död 1248
    - Filip, prins död 1251

## Bjälboätten

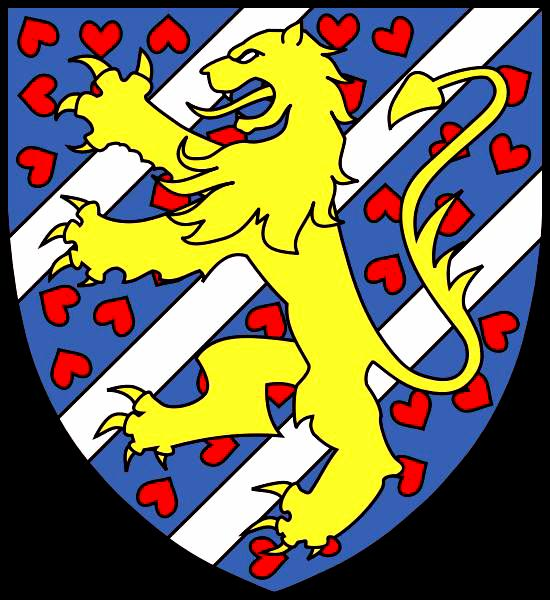

Dynastin kallas ofta för Folkungaätten. ”Folkungar” var även en politisk rörelse i och utanför denna släkt.
- - Ragnhild, drottninggemål 1118 till kung Inge den yngre i Stenkilska ätten ovan, född svensk stormannadotter i denna ätt (? osäker börd), kallad Sankta Ragnhild

- - Ingegerd, drottninggemål 1200 till kung Sverker (II) i Sverkerska ätten ovan, född svensk stormannadotter i denna ätt

- - Birger, prinsgemål c. 1236 de facto och hertig, oftast kallad Birger jarl
    - Ingeborg - gift med Birger, se prinsessan c. 1212 i Erikska ätten ovan
      - Rikissa, prinsessa 1238 de facto som dotter till Birger och prinsessan Ingeborg, gift drottning av Norge
      - Valdemar – se kungen 1250 nedan i denna ätt
      - Magnus – se kungen 1275 nedan i denna ätt
      - Kristina, prinsessa c. 1242 de facto som dotter till Birger och prinsessan Ingeborg
      - Katarina, prinsessa c. 1245 de facto som dotter till Birger och prinsessan Ingeborg, gift furstinna av Anhalt
      - Erik, prins 1251 de facto som son till Birger och prinsessan Ingeborg, hertig av Svealand, med mera.
      - Ingeborg, prinsessa c. 1253 de facto som dotter till Birger och prinsessan Ingeborg, gift furstinna av Sachsen-Lauenburg
      - Bengt, prins 1254 de facto som son till Birger och prinsessan Ingeborg, biskop och hertig av Finland

    - (Okänd kvinna, förbindelse utanför äktenskapet)
      - Gregers (Birgers son, ej kunglig) dennes sonsons dottersons sonsons dotterson - se kungen 1523 i ätten Vasa nedan

- - Katarina, drottninggemål 1244 till kung Erik (XI) i Erikska ätten ovan, född svensk stormannadotter i denna ätt, kallad Katarina Sunesdotter

- Valdemar, kung 1250
  -     - Erik, prins c. 1260 (död som liten)
    - Ingeborg, prinsessa c. 1263, gift furstinna av Holstein-Plön
    - Rikissa, prinsessa c. 1267, gift furstinna av Polen
    - Katarina, prinsessa död 1283
    - Marianne, prinsessa c. 1269, gift furstinna av Diepholz[12], kallad Marina
    - Margareta, prinsessa död 1288, nunna
    - Erik, prins 1272 och tronföljare, sedan riksråd

- Magnus, kung 1275, kallad Magnus Ladulås,
  -     - Erik, prins 1277 (död som liten)
    - Ingeborg, prinsessa c. 1279, gift drottning av Danmark
    - Birger – se nästa kung
    - Erik, prins 1282, hertig av Södermanland etc.
      - Ingeborg (Eriks maka)
        - Magnus (Eriks son) – se kungen 1319 nedan i denna ätt
        - Eufemia, prinsessa 1317, syster till kung Magnus, gift furstinna av Mecklenburg
          - Henrik (Eufemias son)
            - Maria (Henriks dotter)
              - Erik (Marias son) – se kungen 1396 i ätten Grip nedan
              - Katarina (Marias dotter) – se prinsessan under ätten Grip nedan

          - Albrekt (Eufemias son) – se kungen 1364 i Nikolanska ätten nedan
          - Ingeborg (Eufemias dotter)
            - Gerhard (Ingeborgs son)
              - Helvig (Gerhards dotter)
                - Kristian (Helvigs son) – se kungen 1457 i ätten Oldenburg nedan

    - Rikissa, prinsessa död 1348, abbedissa
    - Valdemar, prins död 1318, hertig av Finland etc.
      -         - Erik, prins c. 1316

- Birger, kung 1290
  -     - Magnus, prins 1300 och tronföljare
    - Erik, prins c. 1302
    - Agnes, prinsessa c. 1304
    - Katarina, prinsessa c. 1306
    - Son av okänt namn, prins c. 1308 (död späd)

- Magnus, kung 1319, kallad Magnus Eriksson, även norsk kung som Magnus VII
  -     - Erik – se nästa kung
    - Håkan – se kungen 1362 nedan i denna ätt
    - Döttrar med okända namn, 4  prinsessor 1300-talet (döda unga; 2-3 begravda i Ås kloster)

- Erik, kung 1357, kallad Erik Magnusson och Erik rebellen, har kallats Erik XII
  -     - Erik, prins född och död 1359

- Håkan, kung 1362, även norsk kung som Håkon V, kallad Håkan Magnusson
  -     - Olof, prins 1370, även dansk kung som Oluf II och norsk kung som Olav IV

## Nikolanska ätten

Denna tyska dynasti har även kallats Obotriterna, Huset Niklot och Huset Mecklenburg.
- - Estrid, drottninggemål c. 1004 till kung Olof i ätten från Uppland ovan, född obotritisk furstinna i den tidiga ätten

- Albrekt, kung 1364, född tysk furste (Mecklenburg), kallad Albrekt av Mecklenburg
  -     - Erik, prins 1368 och tronföljare, härskare på Gotland
    - Rikardis Katarina, prinsessa c. 1371, gift furstinna av Mähren

  - Kung Albrekts andra gifte och son efter avsättningen räknas inte som svenska kungligheter.

## ÄttenGrip

Denna polska dynasti (Pommern) har även kallats Pommerska huset, Huset Sviatobor och Huset Vratislav.
- Erik, kung 1396 och 1435, även dansk kung som Erik VII och norsk som Erik III, född furste av Pommern, bytte namn från Bogislav, kallad Erik av Pommern och (huvudsakligen i Polen) Eryk Pomorski[14], har kallats Erik XIII
  -     - Erik, prins c. 1410 (död ung), även dansk och norsk prins, möjligen född senare och då endast pommersk prins

  - Bogislav, tronföljare utsedd c. 1416 (tillträdde aldrig), kusin till kungen ovan i denna ätt
  - Katarina, prinsessa c. 1390 de facto adopterad av drottning Margareta, även dansk och norsk prinsessa, född pommersk furstinna, syster till kungen ovan i denna ätt, gift furstinna av Pfalz-Neumarkt
    - Kristoffer (Katarinas son) – se kungen 1440 nedan under ätten Wittelsbach

## ÄttenWittelsbach

Här ingår den gren som även har kallats för Pfalziska ätten och Linjen Pfalz-Zweibrücken-Kleeburg.
- - Beatrix, drottninggemål 1357 till kung Erik Magnusson i Bjälboätten ovan, född kejserlig prinsessa av Bayern

- Kristoffer, kung 1440, även dansk kung som Kristoffer III och norsk, född furste av Pfalz-Neumarkt

- - Anna Maria, prinsessa 1579 gift med hertig Karl (IX) i ätten Vasa nedan, född furstinna av Pfalz
    - Katarina (Marias dotter) – se prinsessan 1584 under ätten Vasa nedan, gift med:
      - Johan Kasimir, prinsgemål de facto 1615, född tysk furste av Pfalz-Zweibrücken, stamfar för den kungliga svenska grenen av ätten, kallad den Pfalziska
        - Kristina Magdalena, prinsessa 1654 som syster till kung Karl Gustav, gift furstinna av Baden-Durlach
          - Fredrik (Kristina Magdalenas son)
            - Albertina Fredrika (Fredriks dotter)
              - Adolf Fredrik (Albertina Fredrikas son) – se kungen 1771 under ätten Oldenburg nedan

        - Karl Gustav – se nästa kung nedan i denna ätt
        - Maria Eufrosyne, prinsessa 1654 som syster till kung Karl Gustav, ingift i adelsätten De la Gardie
        - Eleonora Katarina, prinsessa 1654 som syster till kung Karl Gustav, gift furstinna av Hessen-Eschwege
        - Adolf Johan, prins 1654 som bror till kung Karl Gustav, hertig av Stegeborg
          - Gustav Adolf, potentiell prins 1652 (död samma år), son till Adolf Johan (av vissa betraktad som svensk prins redan då)
          - Adolf Johans barn födda efter 1660 räknades inte som svenska kungligheter.

- Karl Gustav, kung 1654, Karl X Gustav, född tysk furste (Pfalz-Zweibrücken)
  -     - Karl – se nästa kung

- Karl, kung 1660, Karl XI
  -     - Hedvig Sofia, prinsessa 1681, gift furstinna av Holstein-Gottorp
      - Karl Fredrik (Hedvig Sofias son) - se nedan under ätten Oldenburg år 1700

    - Karl – se nästa kung
    - Gustav, prins 1683-1685
    - Ulrik, prins 1684–1685
    - Fredrik, prins född och död 1685
    - Karl Gustav, prins 1686-1687
    - Ulrika Eleonora – se regenten 1718

- Karl, kung 1697, Karl XII

- Ulrika Eleonora, drottning och statschef 1718, drottninggemål 1720 till kung Fredrik i ätten Brabant nedan

## ÄttenBonde
Gammal svensk adlig ätt.

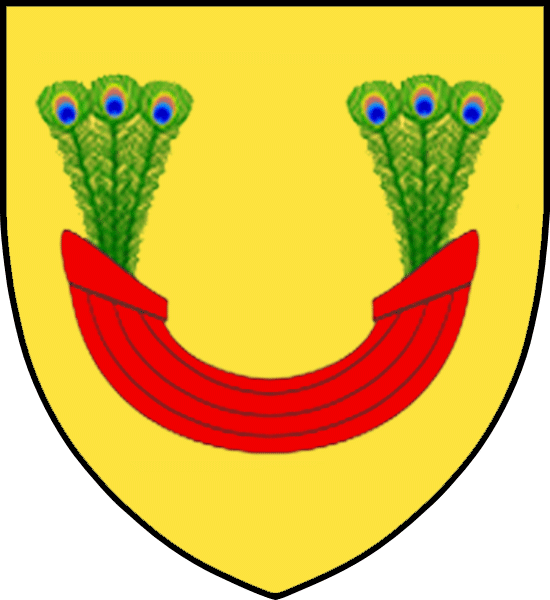

- Karl, kung 1448, 1464 och 1467, kallad Karl Knutsson, har kallats Karl VIII (genom retroaktiv numrering från Karl IX), kallade sig i samtiden Karl II av Sverige, även norsk kung som Karl I
  -     - Kristina, prinsessa 1448 de facto, som dotter till kung Karl, ingift i adelsätten Gyllenstierna
    - Margareta, prinsessa 1448
    - Magdalena, prinsessa 1448, ingift i adelsätten Tott
    - Rikissa, prinsessa 1448[15], nunna
    - Birgitta, prinsessa c. 1448, nunna
    - Son av okänt namn, prins c. 1450 (död späd)
    - Karl, prins 1470 och tronföljare
    - Kung Karls söner döda före trontillträdet räknas inte bland de kungliga.

## ÄttenOldenburg

Här ingår grenarna Holstein-Gottorpska ätten, Schleswig-Holstein-Sonderburg-Glücksburg och Holstein-Gottorp-Romanov.
- Kristian, kung 1457, Kristian I, även dansk och norsk kung, född tysk furste (Oldenburg)
  -     - Johan – se nästa kung
    - Margareta, prinsessa 1457, även dansk och norsk prinsessa, gift drottning av Skottland
    - Kung Kristians söner döda före trontillträdet i Sverige och sonen född efter avsättningen (Fredrik I av Danmark) räknas inte bland svenska kungliga.

- Johan II, kung 1497, även dansk och norsk kung, oftast kallad Hans
  -     - Kristian – se nästa kung
    - Jakob, prins 1497, även dansk och norsk prins, kallad Iacobus de Dacia, missionär
    - Elisabet, prinsessa 1497, även dansk och norsk prinsessa, gift furstinna av Brandenburg
    - Frans, prins 1497–1511, även dansk och norsk prins
    - Kung Johans söner döda före trontillträdet i Sverige räknas inte bland svenska kungliga.

- Kristian, kung 1520, Kristian II, även dansk och norsk kung, kallad Kristian Tyrann
  -     - Johan, prins 1520 och tronföljare, även dansk och norsk sådan, kallad Hans
    - Dorotea, prinsessa 1520, även dansk och norsk prinsessa, gift furstinna av Pfalz
    - Kristina, prinsessa 1521, även dansk & norsk prinsessa, gift furstinna av Lorraine och Milano
    - Kung Kristians söner döda före trontillträdet i Sverige och sonen född efter avsättningen räknas inte bland svenska kungliga.

- - Kristina, drottninggemål 1604 till kung Karl i ätten Vasa nedan, född furstinna av Holstein-Gottorp  i denna ätt

- - Hedvig Eleonora, drottninggemål 1654 till kung Karl Gustav i ätten Wittelsbach ovan, född prinsessa av Holstein-Gottorp i denna ätt

- - Ulrika Eleonora, drottninggemål 1680 till kung Karl XI i ätten Wittelsbach ovan, född prinsessa av Danmark i denna ätt

- - Karl Fredrik av Holstein-Gottorp, svensk prins eller tronpretendent 1700

- Adolf Fredrik, kung 1751, född tysk furste, stamfar för den kungliga svenska gren av ätten som har kallats den Holstein-Gottorpska
  -     - Gustav – se nästa kung
    - Karl – se kungen 1809
    - Fredrik Adolf, prins 1750 och hertig
    - Sofia Albertina, prinsessa 1753, abbedissa

- Gustav, kung 1771, Gustav III
  - Sofia Magdalena, Gustavs drottninggemål 1771, född prinsessa av Danmark i denna ätt
    - Gustav Adolf – se nästa kung
    - Karl Gustav, prins 1782–1783

- Gustaf Adolf, kung 1792, Gustav IV Adolf
  -     - Gustav, prins 1799 och tronföljare, kallad Gustav av Vasa
      -         - Ludvig, tronpretendent (potentiell) född och död 1832 son till prins Gustav, kallad Louis av Vasa
        - Karolina Friederike Franziska Stephanie Amalia Cecilia, prinsessa 1833  som sondotter till Gustav Adolf, gift drottning av Sachsen, kallad Carola

    - Sofia Vilhelmina, prinsessa 1801, gift furstinna av Baden
    - Karl Gustav, prins 1802–1805
    - Amalia, prinsessa 1805
    - Cecilia, prinsessa 1807, gift furstinna av Oldenburg

- Karl, kung 1809, Karl XIII, även norsk kung som Karl II
  - Hedvig Elisabet Charlotta, Karls drottninggemål 1809, även norsk drottning, född furstinna av Oldenburg i denna ätt
    - Karl Adolf, prins född och död 1798

  - (Adopterad son:)
    - Karl August, kronprins 1810, född furst Kristian August av Slesvig-Holstein-Sönderborg-Augustenborg i denna ätt

- - Ingeborg Charlotta Carolina Frederike Lovisa, prinsessa 1897 gift med prins Carl (1861) i ätten Bernadotte nedan, även norsk prinsessa, född prinsessa av Danmark i denna ätt

- - Maria, prinsessa 1908–1914 gift med prins Wilhelm i ätten Bernadotte nedan, född storfurstinna av Ryssland som Maria Pavlovna i denna ätt

## ÄttenVasa
Gammal svensk adlig ätt.

- Gustav, kung 1523, Gustav I, kallad Gustav Vasa
  -     - Erik – se nästa kung
    - Johan – se kungen 1569 nedan i denna ätt
    - Katarina, prinsessa 1539, gift furstinna av Ostfriesland
    - Cecilia, prinsessa 1540, gift furstinna av Baden
    - Magnus, prins 1542, hertig
    - Karl, prins född och död 1544
    - Anna Maria, prinsessa 1545, gift furstinna av Pfalz
    - Sten, prins 1546–1547
    - Sofia, prinsessa 1547, gift furstinna av Sachsen-Lauenburg
    - Elisabet, prinsessa 1549, gift furstinna av Mecklenburg
    - Karl – se kungen 1604 nedan i denna ätt

- Erik, kung 1560, Erik XIV
  -     - Sigrid, prinsessa 1567, ingift i adelsätterna Tott och Natt-och-Dag
    - Gustav, prins 1567 och tronföljare
      - Prins Gustavs föregivna gifte och äktenskapliga barn anses vara påhittade.

    - Kung Eriks söner födda efter avsättningen brukar inte räknas bland de kungliga.

- Johan, kung 1569, Johan III
  -     - Elisabet, prinsessa 1564–1566, kallad Isabella
    - Sigismund – se nästa kung
    - Anna, prinsessa 1568, diplomat
    - Johan, prins 1589, hertig

- Sigismund, kung 1592, även polsk kung som Sigismund III
  -     - Anna Maria, prinsessa 1593–1600, även polsk prinsessa
    - Katarina, prinsessa född och död 1594, även polsk prinsessa
    - Vladislav Sigismund, prins 1595, även polsk prins och kung som Vladislav IV
    - Katarina, prinsessa 1596–1597, även polsk prinsessa
    - Kristoffer, prins född och död 1598 (då även modern drottning Anna avled), även polsk prins
    - Johan Kasimir, prins (pretendent) 1607–1608, polsk prins
    - Johan Kasimir, prins (pretendent) 1609, polsk prins och kung som Johan II Kasimir
    - Johan Albert, prins (pretendent) 1612, polsk prins och biskop
    - Kung Sigismunds yngsta barn pretenderade egentligen aldrig till tronen i Sverige och behöver således inte räknas bland svenska kungliga.

- Karl, kung 1604, Karl IX
  -     - Margareta Elisabet, prinsessa 1580–1585
    - Elisabet Sabina, prinsessa 1582–1585
    - Ludvig, prins född och död 1583
    - Katarina, prinsessa 1584, gift furstinna av Pfalz-Zweibrücken
      - Karl Gustav (Katarinas son) – se kungen 1654 ovan i ätten Wittelsbach

    - Gustav, prins 1587 (död späd)
    - Maria, prinsessa 1588–1589
    - Gustav Adolf – se nästa kung
    - Maria Elisabet, prinsessa 1596 och hertiginna
    - Kristina, prinsessa 1598–1599
    - Karl Filip, prins 1601 och hertig
      - Karls Filips morganatiska dotter brukar inte räknas bland de kungliga.

- Gustav Adolf, kung 1611, Gustav II Adolf, kallad Gustav Adolf den store
  -     - Dotter av okänt namn, prinsessa 1621 (död späd)
    - Kristina Augusta, prinsessa 1623–1624
    - Son av okänt namn, prins 1625 (död späd)
    - Kristina – se nästa regent

- Kristina Augusta, drottning och statschef 1632, senare kallad Kristina Alexandra

## ÄttenBrabant

Denna tyska dynasti har även kallats Hessiska ätten och Huset Hessen. Grenen Battenberg-Mountbatten ingår.
- Fredrik, kung 1720, född tysk furste (Hessen-Kassel), även regerande hessisk lantgreve, kallad Fredrik I
  - Kung Fredriks morganatiska barn, varav tre hette von Hessenstein, räknas ibland i den tyska ätten, men inte som svenska kungligheter.
    - Fredrik II:s (Fredriks brorsons) sondotters sonsons dotterdotters son - se kungen 1973 nedan i ätten Bernadotte

- - Louise Alexandra Marie Irene, drottninggemål 1950 till kung Gustaf VI Adolf i ätten Bernadotte nedan, född tysk furstinna (Hessen) i ättens morganatiska gren Battenberg namnändrad till Mountbatten

## ÄttenBernadotte

Ätten härstammar från Béarn i Frankrike. Här ingår även släktgrenen som härstammar från kronprinsessan Victorias äktenskap med prins Daniel som folkbokfördes som Westling Bernadotte.
- Karl Johan Baptist Julius, kung 1818, Karl XIV Johan, även norsk kung som Karl III Johan
  -     - Oskar – se nästa kung

- Josef Frans Oskar, kung 1844, Oskar I, även norsk kung
  -     - Karl – se nästa kung
    - Frans Gustav Oskar, prins 1827 och hertig, även norsk prins, kompositörsnamn Prins Gustaf
    - Oskar – se kungen 1872 nedan i denna ätt
    - Charlotta Eugenia Augusta Amalia Albertina, prinsessa 1830, även norsk prinsessa, kallad Eugénie, styrelseordförande för sjukhus
    - Nikolaus August, prins 1831 och hertig, även norsk prins

- Karl Ludvig Eugen, kung 1859, Karl XV, även norsk kung som Karl IV
  -     - Louise Josephine Eugenie, prinsessa 1851, även norsk prinsessa, gift drottning av Danmark, ursprungligen kallad Lovisa
    - Karl Oskar Vilhelm Fredrik, prins 1852–1854 och hertig, även norsk prins

- Oskar Fredrik, kung 1872, Oskar II, även norsk kung
  -     - Gustaf – se nästa kung
    - Oscar Carl August, prins 1859 och hertig, även norsk prins
    - Oscar Carl Wilhelm, prins 1861 och hertig, även norsk prins
      - Margaretha Sofia Lovisa Ingeborg, prinsessa 1899, även norsk prinsessa, gift prinsessa av Danmark
      - Märtha Sophia Lovisa Dagmar Thyra, prinsessa 1901, även norsk prinsessa, gift kronprinsessa av Norge
      - Astrid Sofia Lovisa Thyra, prinsessa 1905, gift drottning av Belgien
      - Carl Gustaf Oscar Fredrik Christian, prins 1911 och hertig

    - Eugen Napoleon Nicolaus, prins 1865 och hertig, även norsk prins, konstnärsnamn Prins Eugen

- Oscar Gustaf Adolf, kung 1907, Gustaf V
  -     - Gustaf Adolf – se nästa kung
    - Carl Wilhelm Ludvig, prins 1884 och hertig, även norsk prins, konstnär och författare som Prins Wilhelm
      - Gustaf Lennart Nicolaus Paul, prins 1909 och hertig, landskapsarkitekt som Lennart Bernadotte

    - Erik Gustaf Ludvig Albert, prins 1889 och hertig, även norsk prins

- Oscar Fredrik Wilhelm Olaf Gustaf Adolf, kung 1950, Gustaf VI Adolf
  -     - Gustaf Adolf Oscar Fredrik Arthur Edmund, prins 1906 och hertig
      - Margaretha Désirée Victoria, prinsessa 1934, ingift i släkten Ambler
      - Birgitta Ingeborg Alice, prinsessa 1937, gift prinsessa av Hohenzollern
      - Désirée Elisabeth Sibylla, prinsessa 1938, ingift i adelsätten Silfverschiöld
      - Christina Louise Helena, prinsessa 1943, ingift i släkten Magnuson
      - Carl Gustaf – se nästa kung

    - Sigvard Oscar Fredrik, prins 1907 och hertig, formgivare som Sigvard Bernadotte
    - Ingrid Victoria Sofia Louise Margareta, prinsessa 1910, gift drottning av Danmark
    - Bertil Gustaf Oscar Carl Eugen, prins 1912 och hertig
    - Carl Johan Arthur, prins 1916 och hertig

- Carl Gustaf Folke Hubertus, kung från 1973, Carl XVI Gustaf
  -     - Victoria Ingrid Alice Désirée, kronprinsessa 1980 och hertiginna
      - Estelle Silvia Ewa Mary, prinsessa 2012 och hertiginna
      - Oscar Carl Olof, prins 2016 och hertig

    - Carl Philip Edmund Bertil, prins 1979 och hertig
      - Alexander Erik Hubertus Bertil, prins 2016 och hertig
      - Gabriel Carl Walther, prins 2017 och hertig
      - Julian Herbert Folke, prins 2021 och hertig
      - Ines Marie Lilian Silvia, prinsessa 2025 och hertiginna

    - Madeleine Thérèse Amelie Josephine, prinsessa 1982 och hertiginna
      - Leonore Lilian Maria, prinsessa 2014 och hertiginna[16]
      - Nicolas Paul Gustaf, prins 2015 och hertig
      - Adrienne Josephine Alice, prinsessa 2018 och hertiginna

## Drottningar och övriga ingifta från andra ätter & släkter

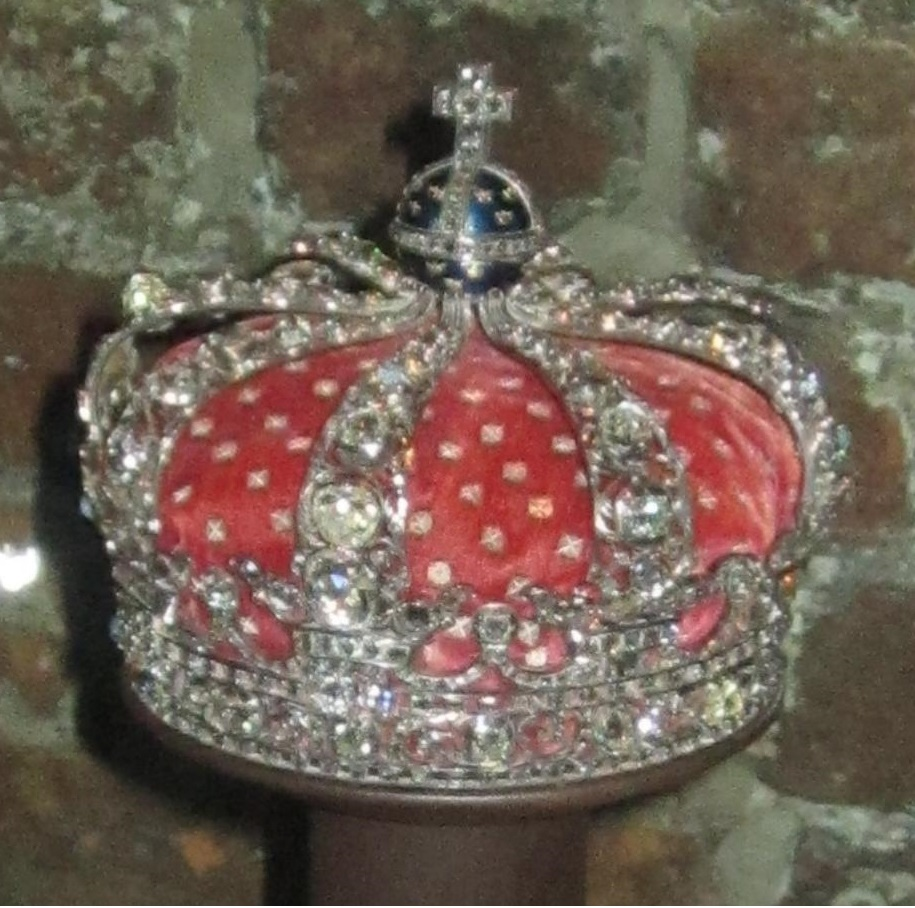
Svenska drottningkronan

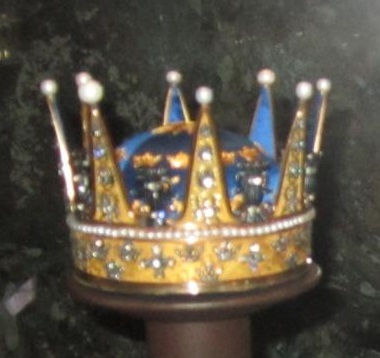
Svensk prinsesskrona

### Piast
Polen
- - Gunhild, drottninggemål c. 980 till kung Erik Segersäll i ätten från Uppland (Swiatoslawa? samma person som Sigrid Storråda?), född polsk furstinna

- - Rikissa, drottninggemål c. 1127 till kung Magnus Nilsson (kung) i Estridska ätten och 1149 till kung Sverker (I) i Sverkerska, född furstinna av Polen

- - Maria, gemål till Bogislav IX av Pommern (se denne)

### Okända och osäkra släkter
Norge, Danmark samt Sverige inklusive Finland
- - Sigrid, drottninggemål (?) c. 980 till kung Erik Segersäll i ätten från Uppland, kallad Sigrid Storråda (samma person som Gunhild i ätten Piast? eller norsk stormannadotter?)

- - Tyri Haraldsdotter (Gorms ätt?), 900-talet gemål till Styrbjörn Starke i ätten från Uppland, dotter till Harald Blåtand av Danmark

- - Kvinna av okänt namn, drottninggemål 1061 till kung Stenkil i Stenkilska ätten, okänd härstamning, kallad Ingamoder, enligt vissa källor dotter till kung Emund i ätten från Uppland

- - Erik och Erik, två tronpretendenter om vilka mycket lite är känt

- - Helena, drottninggemål c. 1082 till kung Inge den äldre i Stenkilska ätten, även kallad Maer (mö), osäker härstamning

- - Kvinna av okänt namn, drottninggemål c. 1169 till kung Knut (I) i Erikska ätten, möjligen Cecilia och då dotter till Johan Sverkersson den äldre (1130) i Sverkerska ätten

- - Kristina, drottninggemål 1470 till kung Karl i ätten Bonde, sannolikt född i Finland, kallad Kristina Abrahamsdotter

- - Katarina, drottninggemål 1568 till kung Erik i ätten Vasa, kallad Karin Månsdotter

### Ladejarl
Norge
- - Gunhild, drottninggemål c. 1028 till kung Anund Jakob[17] i ätten från Uppland, född norsk stormannadotter (enligt vissa källor), kallad Gyda och Guda

### Skjalga
Norge
- - Astrid, drottninggemål c. 1051 till kung Emund i ätten från Uppland, född norsk stormannadotter

### Hårfager
Norge
- - Ingegerd, drottninggemål c. 1112 till kung Filip i Stenkilska ätten, född prinsessa av Norge

- - Birgitta, drottninggemål 1160 till kung Magnus Henriksson i Estridska ätten, även kallad Brigida, född norsk prinsessa

### Thjotta
Norge (stavas även Tjotta och Tjøtta)
- - Ulvhild, drottninggemål c. 1120 till kung Inge den yngre i Stenkilska och c. 1134 till kung Sverker (I) i Sverkerska ätterna, född norsk stormannadotter

### Hvide
Danmark, ”de vita”
- - Kristina, drottninggemål 1163 till kung Karl i Sverkerska ätten, född dansk adelskvinna

- - Bengta, drottninggemål 1196 till kung Sverker (II) i Sverkerska ätten, född dansk adelskvinna

### Ulfeldt
Danmark (tidigt kallad Strange)
- - Helena, drottninggemål 1229 till kung Knut (II) i Erikska ätten, född dansk adelskvinna

### Schaumburg
Holstein-Itzehoe i Tyskland; stavas även Schauenburg
- - Helvig, drottninggemål 1276 till kung Magnus Ladulås i Bjälboätten ovan, född furstinna av Holstein

### Aspenäs
Sverige
- - Ingeborg, prinsessa c. 1330 de facto som gift med prins Erik i Bjälboätten (1272), född svensk adelskvinna

### Dampierre sur l’Aube
Namur i nuvarande Belgien
- - Blanka, drottninggemål 1335 till kung Magnus Eriksson i Bjälboätten, även norsk drottning, född furstinna av Namur, även Blanche

### Hagen
Schwerin i Tyskland (von Hagen)
- - Rikardis, drottninggemål 1364 till kung Albrekt i Nikolanska ätten, född furstinna av Schwerin

### Angevin-Lancaster
England
- - Filippa, drottninggemål 1406 till kung Erik i ätten Grip, även dansk och norsk drottning, född prinsessa av England

### Hohenzollern
Tyskland
- - Dorotea, drottninggemål 1445 och 1457 till kungarna Kristoffer i ätten Wittelsbach och Kristian I i ätten Oldenburg, även dansk och norsk drottning, född furstinna av Brandenburg

- - Maria Eleonora, drottninggemål 1620 till kung Gustav Adolf i ätten Vasa, född prinsessa av Brandenburg

- - Lovisa Ulrika, drottninggemål 1751 till kung Adolf Fredrik i ätten Oldenburg, född prinsessa av Preussen

### Gumsehuvud
- - Katarina, drottninggemål 1448 till kung Karl i ätten Bonde, även norsk drottning, född svensk adelskvinna

### Wettin-Windsor
Tyskland och Storbritannien
- - Kristina, drottninggemål 1497 till kung Johan (Hans) i ätten Oldenburg, även dansk och norsk drottning, född furstinna av Sachsen

- - Teresia Amalia Karolina Josefina Antoinetta, prinsessa 1864 som gift med prins August i ätten Bernadotte, även norsk prinsessa, född furstinna av Sachsen-Altenburg

- - Margareta Victoria Augusta Charlotte Norah, prinsessa 1905 och kronprinsessa, gift med prins Gustaf (VI) Adolf i ätten Bernadotte, född brittisk prinsessa

- - Sibylla Calma Marie Alice Bathildis Feodora, prinsessa 1932, gift med prins Gustaf Adolf i ätten Bernadotte (1906), född prinsessa av Sachsen-Coburg-Gotha

### Habsburg
Österrike
- - Elisabet, drottninggemål 1520 till kung Kristian II i ätten Oldenburg, även dansk och norsk drottning, född kejserlig prinsessa av Österrike, kallad Isabella

- - Anna, drottninggemål 1592 till kung Sigismund i ätten Vasa, även polsk drottning, född kejserlig prinsessa av Österrike

### Askanien
Tyskland
- - Katarina, drottninggemål 1531 till kung Gustav i ätten Vasa, född furstinna av Sachsen-Lauenburg

### Leijonhufvud
Sverige
- - Margareta, drottninggemål 1536 till kung Gustav i ätten Vasa, född svensk adelskvinna

### Stenbock
Sverige
- - Katarina, drottninggemål 1552 till kung Gustav i ätten Vasa, född svensk adelskvinna

### Jagellonska ätten
Polen
- - Katarina, drottninggemål 1569 till kung Johan i ätten Vasa, född prinsessa av Polen, kallad Katarina Jagellonika

### Bielke
Sverige
- - Gunilla, drottninggemål 1585 till kung Johan i ätten Vasa, född svensk adelskvinna

### Brahe
Sverige
- - Elisabet Beatrix, prinsessa  1651 de facto som gemål till hertig Adolf Johan i ätten Wittelsbach, född svensk adelskvinna, kallad Elsa Beata

### Zähringen
Tyskland
- - Fredrika Dorotea Vilhelmina, drottninggemål 1797 till kung Gustav Adolf i ätten Oldenburg, född prinsessa av Baden

- - Lovisa Amalia Stephanie, tronpretendentsgemål 1830–1844 som gift med prins Gustav i ätten Oldenburg, född prinsessa av Baden

- - Sophia Maria Viktoria, drottninggemål 1907 till kung Gustaf V i ätten Bernadotte, född prinsessa av Baden

### Clary
Frankrike
- - Eugenia Bernardina Desideria, drottninggemål 1818 till kung Karl Johan i ätten Bernadotte, även norsk,  bytte namn från Désirée, född i sydfransk släkt

### Beauharnais
Tyskland (se bland andra Eugène de Beauharnais)
- - Josefina Maximiliana Eugenia Napoleana, drottninggemål 1844 till kung Oskar I i ätten Bernadotte, även norsk drottning, född prinsessa av Leuchtenberg

### Oranien-Nassau
Tyskland och Nederländerna
- - Vilhelmina Fredrika Alexandra Anna Lovisa, drottninggemål 1859  till kung Karl i ätten Bernadotte, även norsk drottning, född prinsessa av Nederländerna

- - Sofia Wilhelmina Marianne Henrietta, drottninggemål 1872 till kung Oskar II i ätten Bernadotte, även norsk drottning, född prinsessa av Nassau

### Sommerlath
Tyskland
- - Silvia Renate, drottninggemål 1976 till kung Carl XVI Gustaf i ätten Bernadotte, född tysk medborgare

### Davies
Storbritannien (Wales)
- - Lilian May, prinsessa 1976, gift (såsom Lilian May Craig) med prins Bertil i ätten Bernadotte, född brittisk medborgare

### Westling
Sverige (Hälsingland)

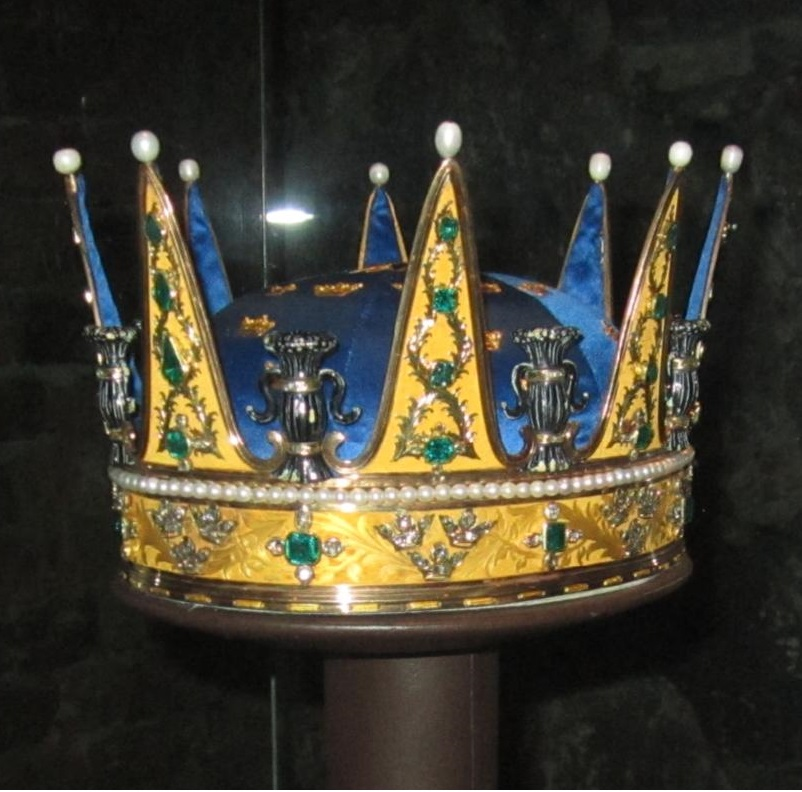
Svensk prinskrona

- - Olof Daniel, prins 2010, gift med kronprinsessan Victoria i ätten Bernadotte (farfadern Anders Andersson antog släktnamnet efter sin mor)
    - Estelle Silvia Ewa Mary, prinsessa 2012 och hertiginna (tillhör även ätten Bernadotte ovan)
    - Oscar Carl Olof, prins 2016 och hertig (tillhör även ätten Bernadotte ovan)

### O'Neill
USA
- - (Christopher O'Neill, gift med prinsessan Madeleine i ätten Bernadotte, tillhör inte den svenska kungafamiljen, men deras tre gemensamma barn gör det.)
    - Leonore Lilian Maria, prinsessa 2014 och hertiginna (tillhör även ätten Bernadotte ovan)
    - Nicolas Paul Gustaf, prins 2015 och hertig (tillhör även ätten Bernadotte ovan)
    - Adrienne Josephine Alice, prinsessa 2018 och hertiginna (tillhör även ätten Bernadotte ovan)

### Hellqvist
Sverige (Dalarna)
- - Sofia Kristina, prinsessa 2015, gift med prins Carl Philip i ätten Bernadotte